# Paramendozavilite
La paramendozavilite è un minerale.